# Стефан Стойков
Стефан Стойков Петров е български възрожденец.

## Биография
Стефан Стойков е роден е през 1848 г. в град Твърдица. Син е на Стойко Петров, брат на Симеон Стойков и Кина Стойкова.
Учи във Велико Търново заедно с брат си, където се запознават със Стефан Стамболов. Първоначално работи като духовник в Твърдица и Нова Загора. Отказва се и заминава да учи. Учи в Москва и в Одеса, в духовно и военно училище. В Одеса се запознава с Ботев. Взема му паспорта, за да прекара с него нелегален българин. Заминава да учи медицина в Париж. Участва в Парижката комуна през 1871 г. След поражението и е арестуван и затворен в Бретан. Попада в една килия със световноизвестния учен и утопичен социалист Елизе Реклю, който оказва сериозно влияние върху неговите възгледи..
След като е освободен пътува за Букурещ, където Левски му помага и го финансира да се прибере в Твърдица. В следващите години учителства, а Васил Левски и Стефан Стамболов неколкократно го посещават, както и Христо Ботев, който идва да си вземе паспорта. Райна Попгеоргиева му е гостувала в ученическите си години, като в дома му се среща и с Васил Левски. Оглавява Твърдишкия частен революционен комитет.
Участва в Старозагорското въстание (1875). Спасява стамболовата група от арест. Стефан Стамболов с оръжието се скрива, а Стефан Стойков заговаря заптиетата на френски, като с жестове им обяснява, че е френски инженер и води български работници да копаят път в Балкана.
Организира действията на Твърдица през Априлското въстание (1876). Помага на брат си Симеон Стойков да организира чета. Помага на изпратения в района Стефан Димитров, който след като бива заловен, убива заптие и е прострелян при опит за бягство. Тогава Стефан Димитров поема върху себе си цялата вина за организацията на въстанието в Твърдица, включително и тази на Стефан Стойков, но в посмъртно писмо описва каква е истината.
По време на Руско-турската война (1877 – 1878) руското командване го преценява като изключително полезен разузнавач. Изпратен е в Одрин и Цариград, където следи движението на Османския флот и морска пехота. Прикрит от френския си паспорт и отличният френски, като се преструва на търговец.
Включва се в политическите борби след освобождението. Умира през 1894 г.